# Leiramara
Leiramara (лат.) — подрод жуков-тускляков из семейства жужелиц и подсемейства харпалин (Harpalinae). Средняя Азия: Казахстан и Узбекистан.

## Описание
Подрод был впервые выделен в 1988 году немецким энтомологом Fritz Hieke (1930—2015) для типового вида Amara tachypoda из Узбекистана и был монотипическим. В 1995 году в него был включен второй вид: Amara boreodzungarica Kabak, 1990, описанный из Казахстана (Hieke 1995a: 51).
Для подрода характерны следующие признаки: у самок и самцов по четыре анальные щетинки, две щетинки на средних бёдрах, две щетинки на задних бёдрах, два волоска на простернальном межкоксальном отростке, две надглазничные щетинки, есть передние и базальные латеральные волоски на переднеспинке, простые медиальные шпоры передних голеней. Правый парамер гениталий Leiramara с крючком, как у представителей подродов Leirides Putzeys, 1866, Microleirus Kryshanowskij, 1974 и Leironotus Ganglbauer, 1891.

## Виды
К этому подроду относятся 2 вида:
- Amara boreodzungarica Kabak, 1990 — Казахстан[6]
- Amara tachypoda Tschitscherin, 1899 — Узбекистан[7]